# پنتئوس
پنتئوس (به انگلیسی: Pentheus)، در اسطوره‌های یونان، دومین پادشاه تبای است.
پسر اخیون و آگاوه بود. از پرستش دیونوسوس سرباز زد و مراسم پرستش او را ممنوع کرد. اما مراسم پنهانی برگزار شد و همه نزدیکان پنتئوس در آن شرکت کردند.پنتئوس هنگامی که برای دستگیری دیونوسوس به محل برگزاری مراسم دیونوسوسی می‌رود، توسط خیل زنانی که مادرش در راس آنان قرار داشت ، مورد حمله قرار می‌گیرد و با وجود توبه ای که می‌کند کشته می‌شود.